# Північне Онтаріо
Півні́чне Онта́ріо — частина канадської провінції Онтаріо, розташована північніше озера  Гурон (включаючи Затоку Джорджіан), річки Френч, Маттава й озеро Ніпіссінґ. Область займає 87 % території Онтаріо, при цьому в ній проживає менше 7 % населення.
На початку XX століття Північне Онтаріо часто називали «Нове Онтаріо» (англ. New Ontario, фр. Nouvel Ontario). Англійський відповідник цієї назви — пережиток минулого; проте по-французьки регіон досі носить назву «Нове Онтаріо».
Основна частина території розташована на кам'янистому плато, що носить назву канадський щит. Промисловість: гірнича справа, лісництво і гідроенергетика.
Північне Онтаріо значно відрізняється від решти провінції в економічному, політичному, географічному та соціальному аспектах. Неодноразово виникали руху за відділення цього субрегіону від провінції Онтаріо та за приєднання її до сусідньої провінції Манітоби, але всі подібні намагання зазнавали поразки. Незважаючи на це, деякі організації розглядають Північне Онтаріо як окрему провінцію — це єдиний субрегіон Канади, який посилає свою власну команду на турніри керлінгу «Tim Hortons Brier».

## Історія

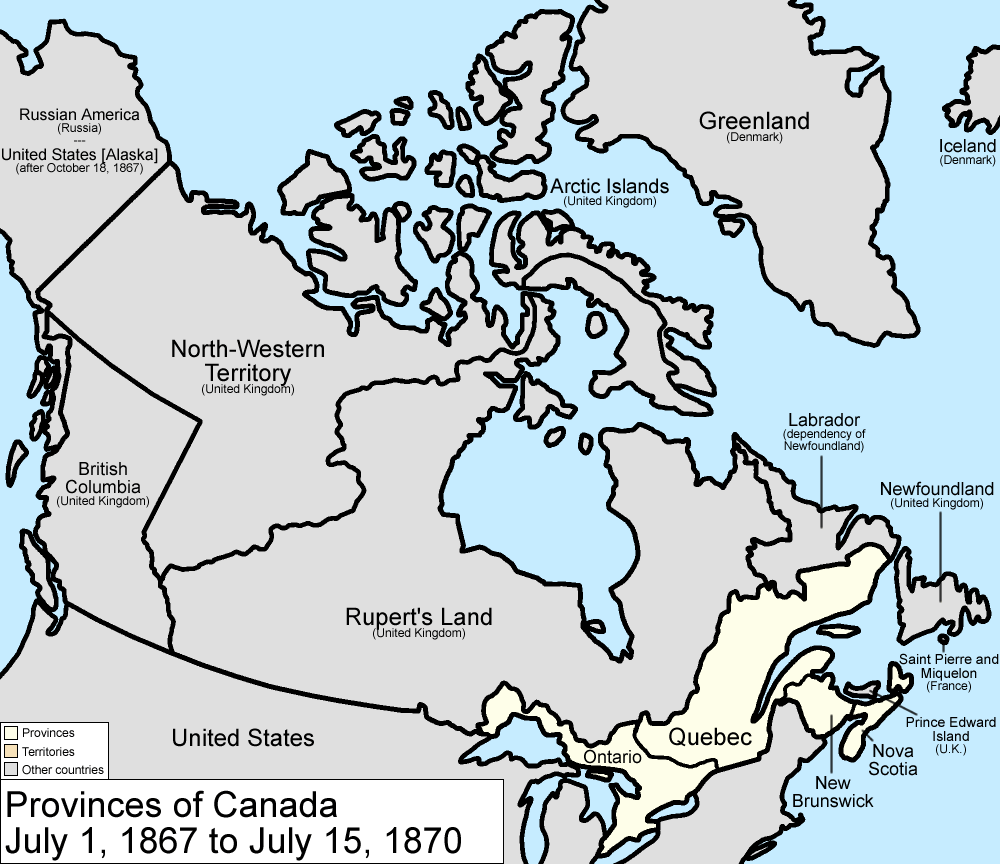
Територія провінції Канада в 1867 році

У часи торгівлі хутром регіон став відомим та важливим: тут водилися великі популації хутрового звіра. А вже з кінцем XVIII-початку XIX століття тут дійшло до протистояння двох торговельних компаній компанії Гудзонової затоки і Північно-західної компанії, яке завершилося об'єднанням обох у 1821 році.
Та область Північної Онтаріо, яка була частиною Нової Франції (у басейні річки Оттави, озера Гурон і озера Верхнього), відійшла Великій Британії згідно з Паризьким мирним договором 1763 — і стала частиною Верхньої Канади в 1791 році, Провінції Канади в 1840—1867 роки.
Найпівденніша частина Північного Онтаріо, що межує з Великими озерами, була частиною провінції Онтаріо з часу Конфедерації в 1867 році. Південну частину Північно-Західного Онтаріо було віддано пізніше провінції Онтаріо за рішенням Судового комітету таємної ради в 1884 році між Онтаріо та Манітобою.
Ньюфаундленду і підтверджена британським парламентом в 1889 році за актом про Канаду (межі Онтаріо).
Північна частина області аж до Гудзонової затоки була передана провінції від Північно-Західних територій парламентом Канади за актом про розширення меж Онтаріо в 1912 році.

## Адміністративний поділ

### Округа
У деяких випадках Північне Онтаріо ділиться на Північно-Західне і Північно-Східне Онтаріо, при цьому три найзахідніших округи (Рейні-Рівер,  Кенора,
 Тандер-Бей) складають Північно-Західне Онтаріо, а інші округи належать Північно-Східному Онтаріо.
На відміну від графств і районів Південного Онтаріо, в округах відсутні власні уряди і адміністрація, які виконують певні муніципальні послуги. Щільність населення в округах занадто мала для адміністративної системи графств, тому безліч муніципальних послуг надається провінційним урядом безпосередньо. Зокрема, дороги в округах підтримуються провінцією, а не графствами.
Північне Онтаріо включає наступні округи: Алгома, Кенора, Кокран, Манітулін, Ніпіссінг, Рейні-Рівер,  Садбері, Тандер-Бей, Тіміскамінг. Великий Садбері — муніципальне утворення одного рівня, політично не є частиною округу Садбері — єдина переписна одиниця Північного Онтаріо, де муніципальні послуги надаються безпосередньо місцевою адміністрацією, а не провінцією.
Частина округу Ніпіссінг, яка лежить південніше формальної лінії, що розділяє Північне й Південне Онтаріо, розглядають частиною Північного Онтаріо, так як вона є частиною округу Ніпіссінг. Аналогічно, для різних цілей округ Паррі-Саунд та район  Мускока (виділені на карті) розглядаються частиною Північного Онтаріо, хоча географічно знаходяться в Центральному Онтаріо.

#### Історія округів
Провінція Онтаріо почала створювати округу в малозаселеному Північному Онтаріо з освіти округів Алгома і Ніпіссінг в 1858 році. Ці округу не мали муніципальних функцій, вони виконували тільки судові та адміністративні послуги. Після утворення провінції Онтаріо в 1867 році першим створеним округом в 1871 році став округ Тандер-Бей, який раніше був частиною округу Алгома. Уряд Онтаріо з великою неохотою створювало округу на півночі, так як північна і західна межі провінції були предметом серйозних суперечок після утворення конфедерації. До 1899 року було 7 північних округів: Алгома, Манітулін, Мускока, Ніпіссінг, Парії-Саунд, Рейні-Рівер і Тандер-Бей. Ще 5 округів було утворено між 1907 і 1922 роком: Кокран, Кенора, Садбері, Теміскамінг і Патрісія. Округ Патрісія був об'єднаний з округом Кенора в 1927 році.

### Міста

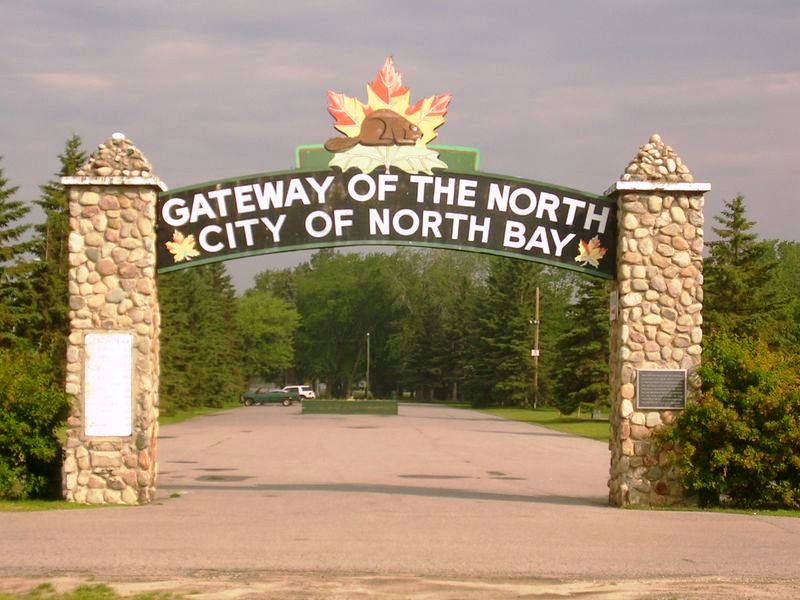
Норт-Бей часто розглядається воротами до Північної Онтаріо

У Північній Онтаріо розташовано 9 великих міст, які перераховані в порядку убування чисельності населення по останнього перепису:
- Великий Садбері (157 857; CMA 158 258)
- Тандер-Бей (109 140; CMA 122 907)
- Су-Сент-Марі (74 948; CMA 80 098)
- Норт-Бей (53 966; CA 63 424)
- Тіммінс (42 997)
- Кенора (15 177)
- Еліот-Лейк (11 549)
- Теміскамінг-Шорес (10 732; CA 12 904)
- Драйден (8 195)

До утворення Великого Садбері в 2001 році найбільшим за чисельністю був Тандер-Бей, але старий Садбері мав більш населені околиці, включаючи Валі-Іст, який був шостим містом в регіоні.

## Економіка

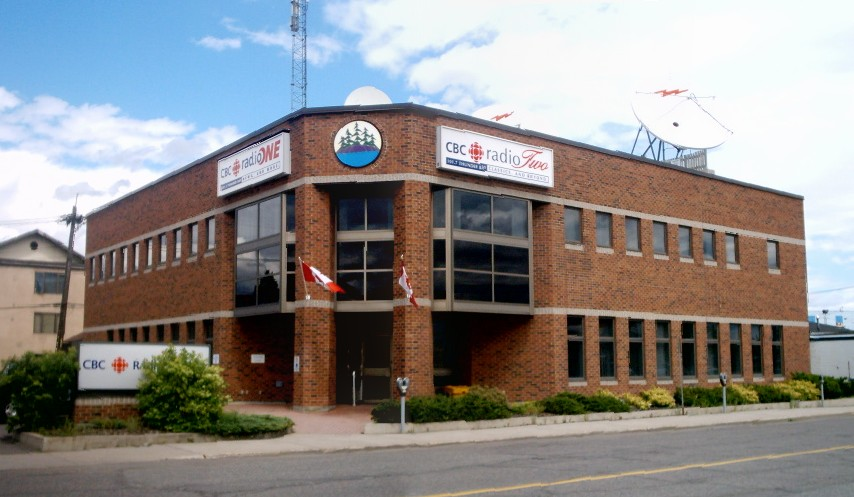
CBC Studio

Садбері і Тандер-Бей — основні міста Північно-Східного і Північно-Західного Онтаріо, відповідно. Вони досить сильно відрізняються один від одного економічно і культурно, а також віддалені один від одного географічно, але жоден з них не може бути центром всієї області.
Садбері є економічним центром, в ньому живе більше жителів, при цьому Тандер-Бей знаходиться на основному транспортної лінії. Міжнародний аеропорт Тандер-Бей є третім аеропортом Онтаріо після аеропортів в Торонто і Оттаві з пасажиропотоком більше 600.000 чоловік в годи чотирма міжнародними рейсами щодня. Економіка Садбері, більшу частину якої становить державний сектор (освіта та охорона здоров'я) більш диверсифікована, ніж економіка Тандер-Бей, основою якої є видобуток корисних копалин.
Згідно сировинної теорії розвитку Канади в 1920-х роках, Північне Онтаріо є «периферійним» регіоном, чиє економічний розвиток безпосередньо залежить від корисних копалин, що видобуваються в регіоні.
Північне Онтаріо відчувало деякі складнощі у підтримці своєї економіки та чисельності населення одночасно. Населення всіх міст регіону зменшилося між переписами населення в 1996 і 2001 роках хоча в містах намагаються диверсифікувати економіку, регіон залишається залежним від сировини. Гірська і лісова промисловість є двома двигунами економіки, хоча транспорт і туризм також розвинені. Перепис населення 2006 показала незначне зростання в деяких містах області.

## Транспорт
У провінції прокладена залізнична лінія належить компанії «Онтаріо Північна Залізниця» (англ. Ontario Northland Railway). По цій лінії курсує вантажопасажирський поїзд «Білий Ведмідь Експрес» (англ. Polar Bear Express).

## Політика

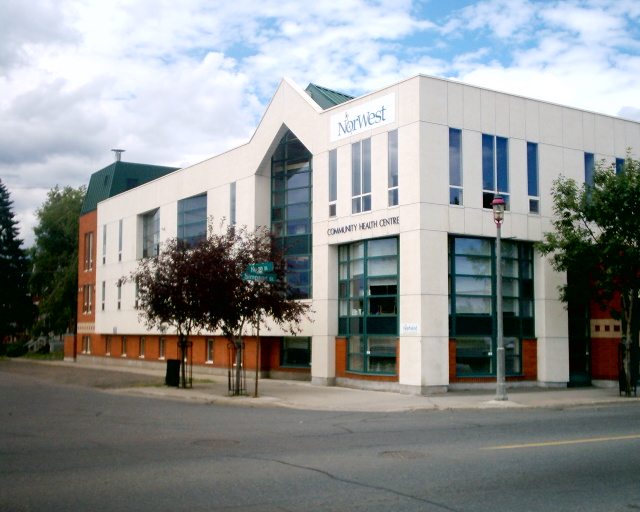
Медичний центр в Тандер-Бей

На федеральних виборах 2008 року Нова демократична партія перемогла майже у всіх округах. Виняток склали Ніпіссінг-Тіміскамінг, де зберіг своє місце ліберал Ентоні Рота (англ. Anthony Rota), і Кенора, де переміг консерватор Грег Рікфорд (англ. Greg Rickford).
Основним політичним питанням останнім часом є економічне оздоровлення області, продовження автомагістралі 400 від Паррі-Саунда до Садбері, поліпшення якості надаваних медичних послуг, а також суперечливе питання (відхилений в даний час) про утилізацію відходів Торонто в покинутих шахтах регіону.

### Руху про відділення

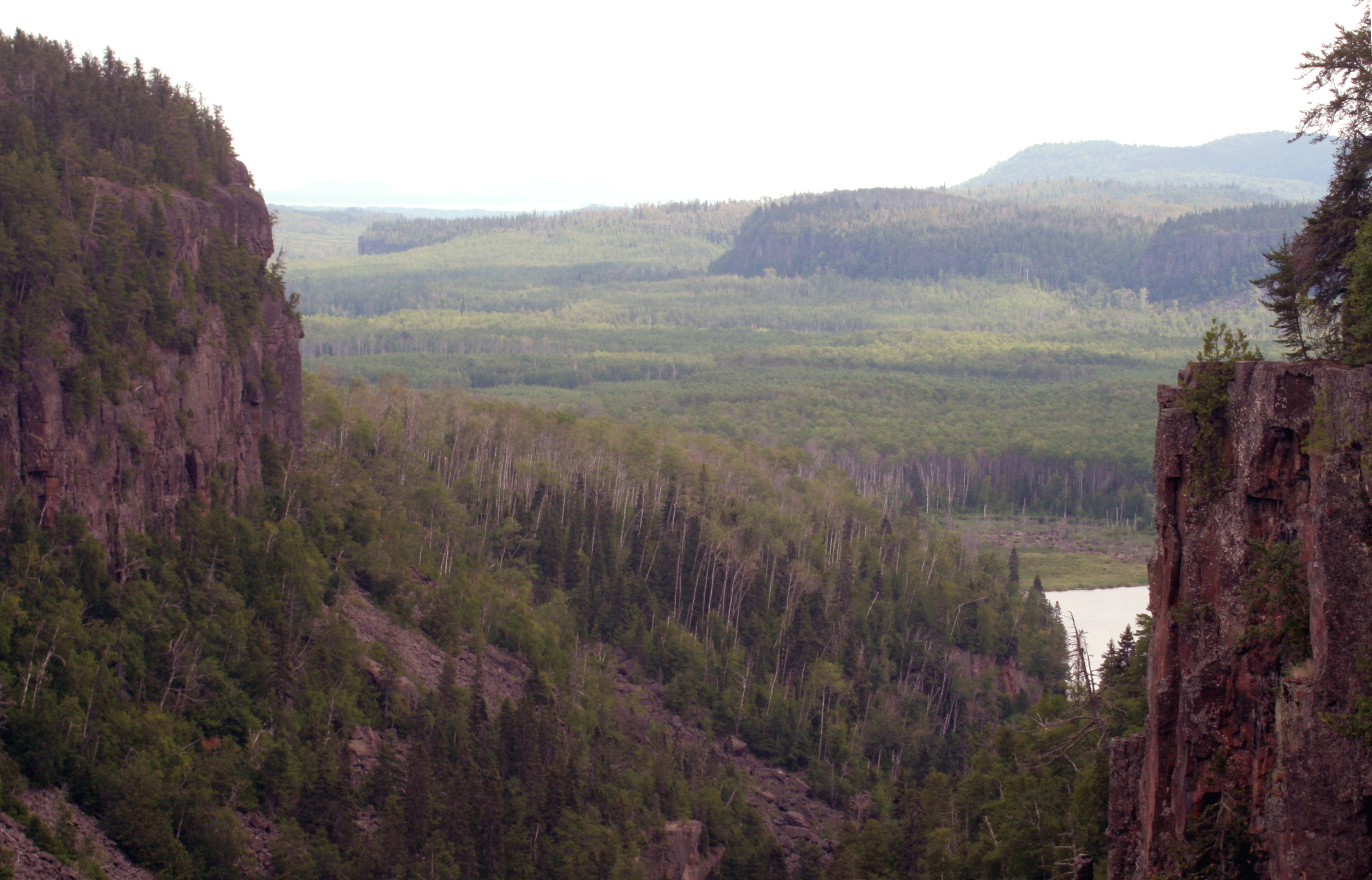
Природа Північного Онтаріо

Зростаюче безробіття, брак уваги до проблем регіону та складності диверсифікації регіону призвели до невдоволення серед жителів Північної Онтаріо. В кінці 1970-х була утворена партія Північної Онтаріо, виступає за відділення області від провінції. Партія привернула помірну підтримку і розпустилася в 1980-х.
Незважаючи на це, час від часу виникають пропозиції про відділення регіону, приєднання його до провінції Манітоба, або надання більшої автономії в управлінні регіоном.

## Освіта

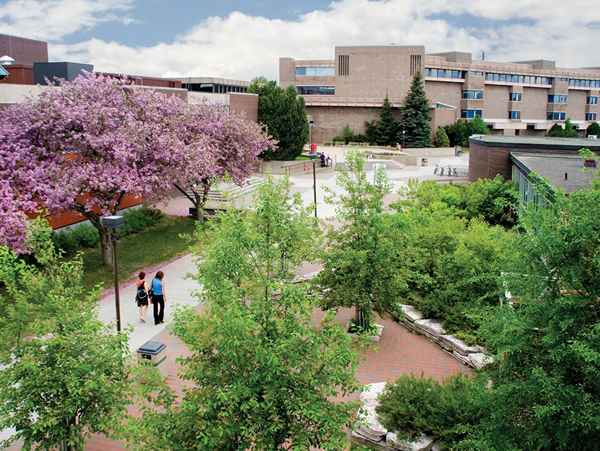
Університет Лейкгед в Тандер-Бей.

В регіоні находяться чотири університети: університет Лейкгед в Тандер-Бей, Лаврентійський університет в Садбері, університет Ніпіссінг в Норт-Бей і університет Алгоми в Су-Сент-Марі, який лише в 2008 році відокремився від Лаврентійського університету. Крім цього, у Лаврентійського університету є кампуси в Херсті, Капускасінг і Тіммінс, і франкофонський (фр. Université de Hearst). У всіх університетів є філії в невеликих містах Південного Онтаріо, у яких немає своїх університетів. В області знаходиться 6 коледжів.
Крім того, в області діє система віддаленого навчання, яка надає освітні послуги мешканцям віддалених населених пунктів Північного Онтаріо.
На початку 2000-х уряд провінції Онтаріо оголосив про медичну освіту, точніше: про Медичне училище Північного Онтаріо, яке відкрилося в 2005 році — спільний проект Лаврентійського університету та університету Лейкхед для підготовки лікарів для сільських районів.